# Taisnières-en-Thiérache
Taisnières-en-Thiérache ist eine französische Gemeinde im Département Nord in der Region Hauts-de-France. Sie gehört zum Kanton Avesnes-sur-Helpe im Arrondissement Avesnes-sur-Helpe. Die Bewohner nennen sich die Taisniérois.

## Lage
Die Gemeinde Taisnières-en-Thiérache liegt an der Helpe Majeure im Norden der Landschaft Thiérache im Regionalen Naturpark Avesnois, 20 Kilometer südwestlich von Maubeuge. Sie grenzt im Nordosten an Dompierre-sur-Helpe, im Südosten an Marbaix, im Süden an Grand-Fayt, im Südwesten an Maroilles und im Nordwesten an Noyelles-sur-Sambre.

## Bevölkerungsentwicklung
| Jahr                       | 1962 | 1968 | 1975 | 1982 | 1990 | 1999 | 2010 | 2021 |
| Einwohner                  | 607  | 605  | 530  | 495  | 516  | 497  | 466  | 476  |
| Quellen: Cassini und INSEE |      |      |      |      |      |      |      |      |

## >Sehenswürdigkeiten

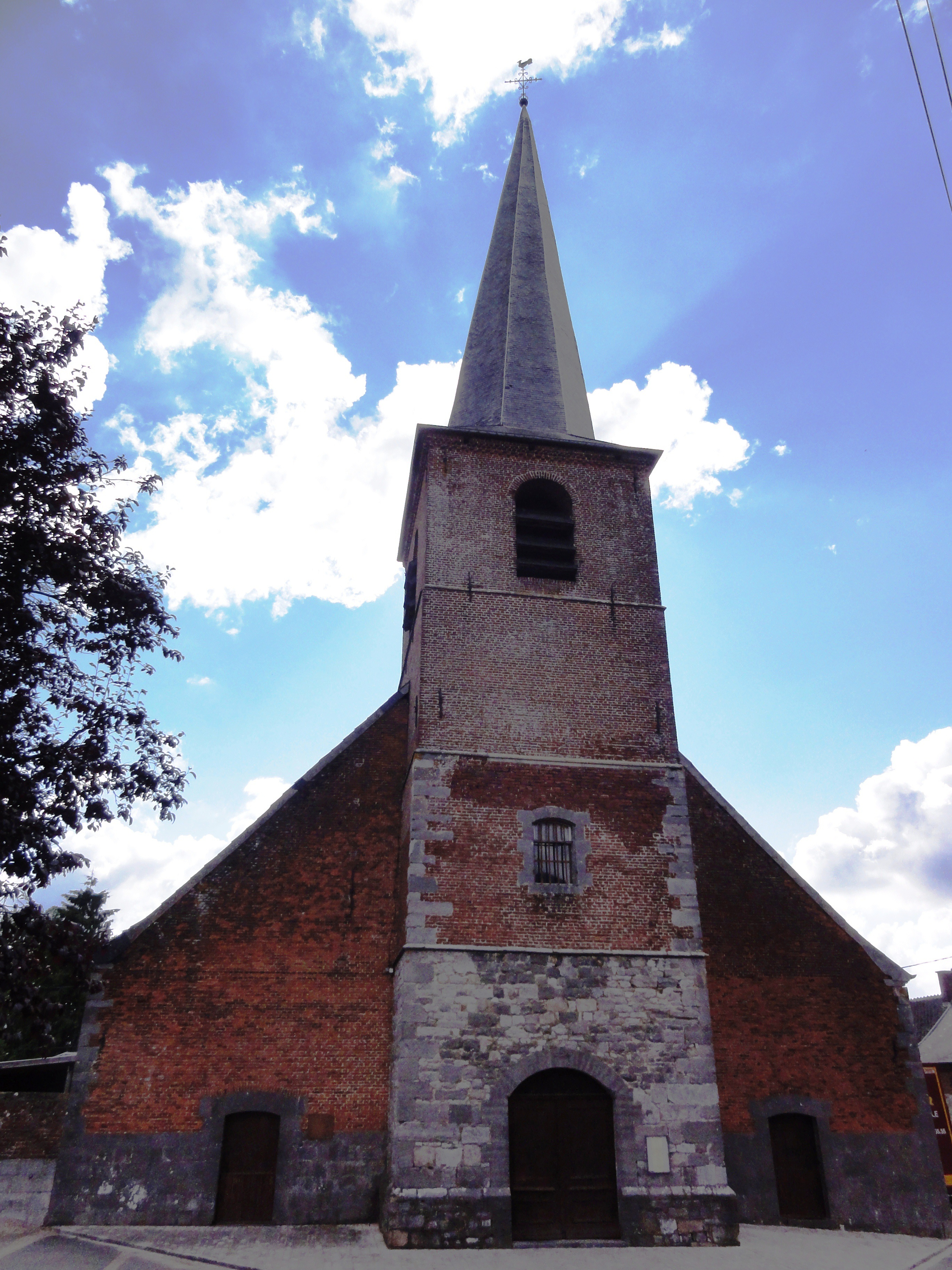
Kirche Saint-Martin
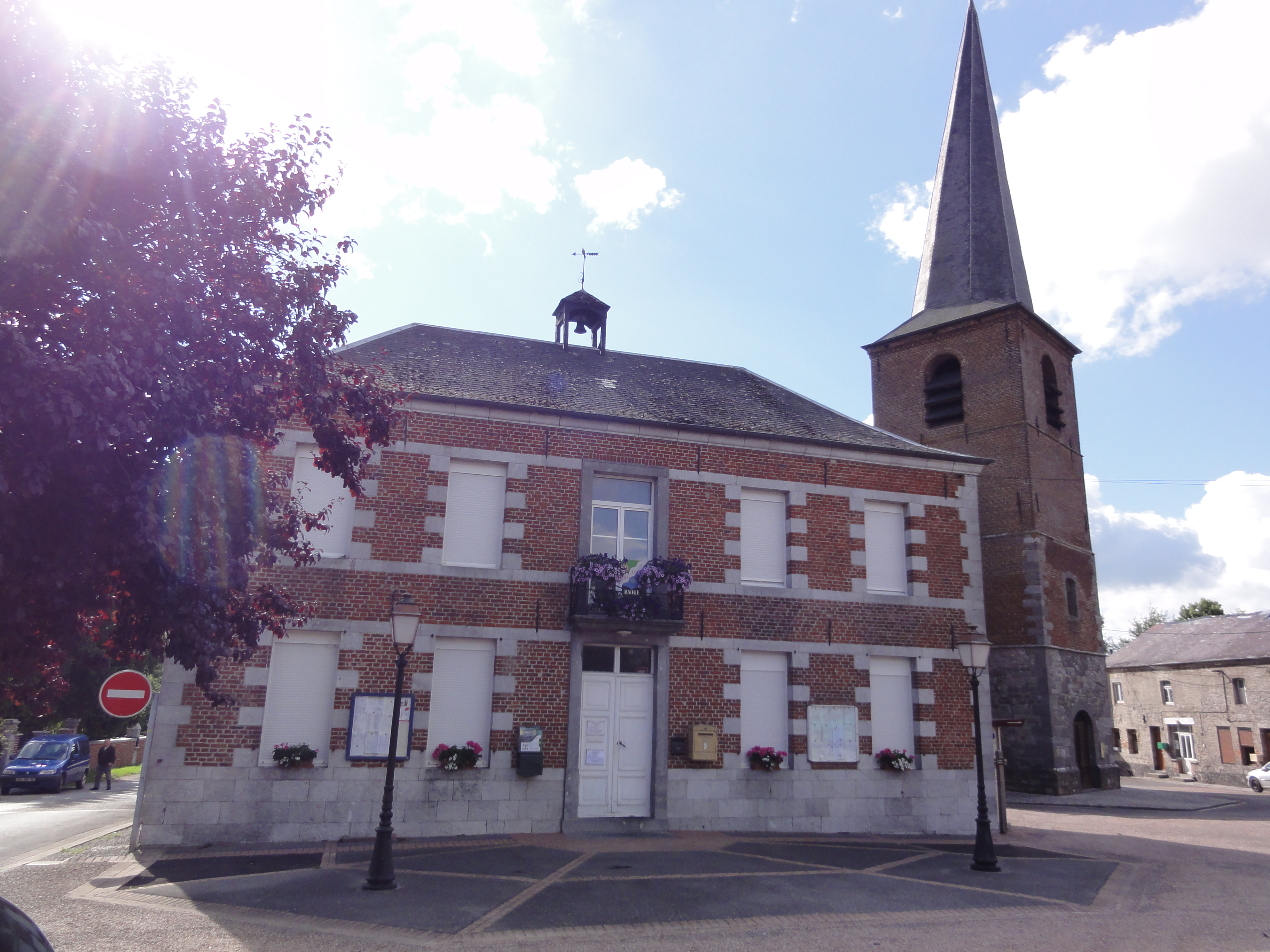
Rathaus (mairie)
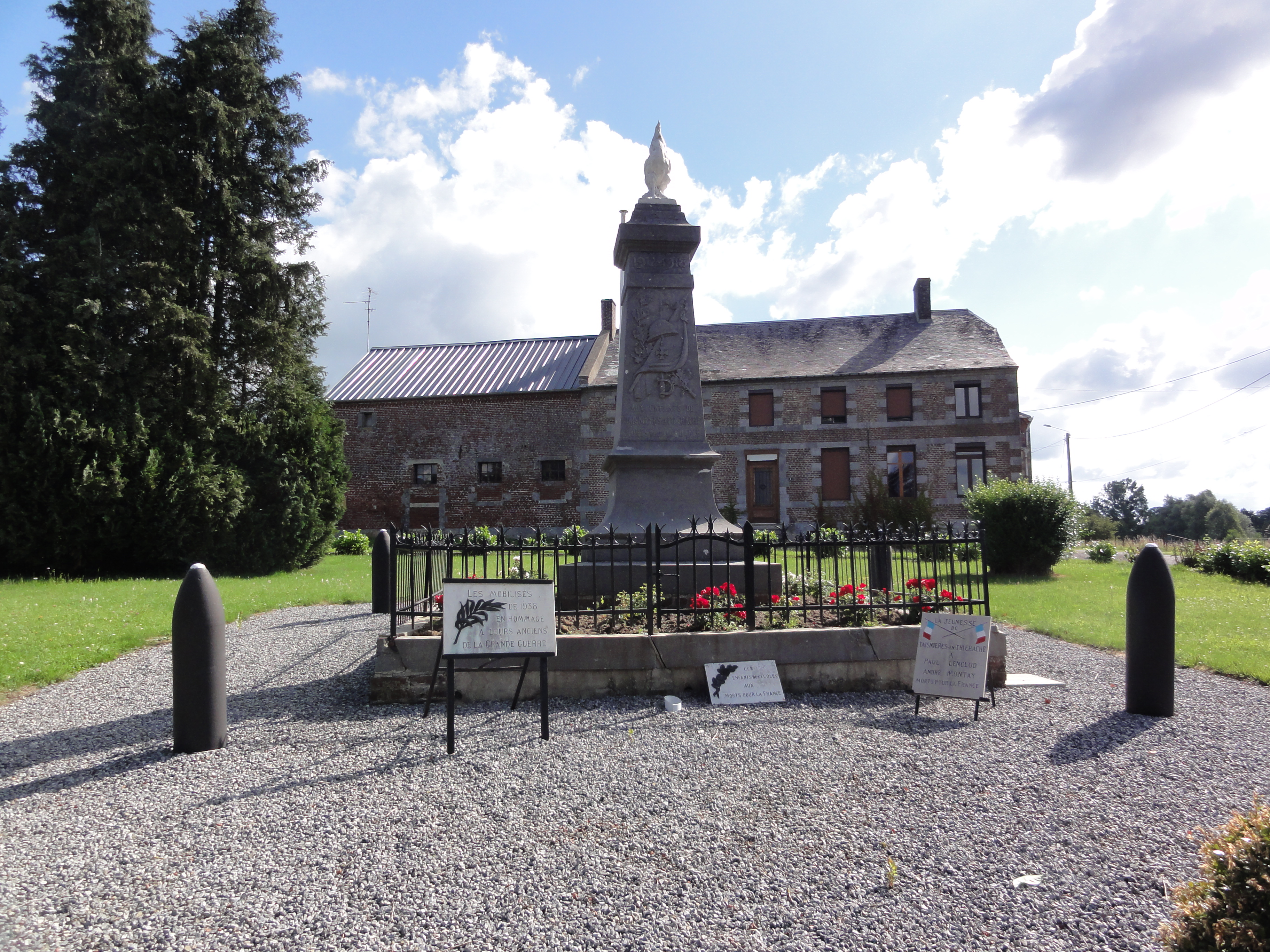
Gefallenendenkmal

- Wasserturm

- Kirche Saint-Martin
- Rathaus (mairie)
- Gefallenendenkmal